# Rathore

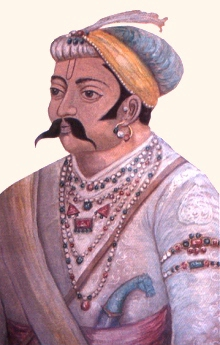
Rao Jodha

Rathore (ou Rathor / Rathur / Rathod / Rathour) (Hindi: राठौड, IAST:Rāṭhauḍ ou Rāṭhaur) est un clan Rajput du Pakistan et de l'Inde, originaire de Kannauj en Uttar Pradesh,.